# Ерназар (Абайская область)
Ерназар (каз. Ерназар, до 2011 г. — Сосновка) — село в Бескарагайском районе Абайской области Казахстана. Административный центр Ерназарского сельского округа. Код КАТО — 633651100.

## Население
В 1999 году население села составляло 1337 человек (644 мужчины и 693 женщины). По данным переписи 2009 года, в селе проживало 1248 человек (613 мужчин и 635 женщин).

## История
Основана в 1764 году как казачий форпост Колывано-Кузнецкой линии в составе Сибирской линии обороны Российской империи на Алтае, казачья станица Сосновская. Первые жители станицы судя по имеющимся данным были выходцами из посёлков возле казачьих крепостей, таких как Петропавловск, Полуденная и Лебяжья, основанных в 1752 году на берегах Ишима экспедицией из драгун Луцкого полка, пеших солдат Нотебургского полка и батальона Вологодского драгунского полка.
До революции 1917 года входила в состав Семипалатинского уезда Семипалатинской губернии. Во время белого террора на этих землях, деревня была одним из центров повстанческого движения на Горном Алтае. Из этой деревни родом два повстанческих командира Народной Повстанческой Армии — Михаил и Николай Владимировичи Козыри (Козыревы).
Известен документ 1919 года об оказании помощи жителям казачьих станиц Бийского уезда: Маральевской, Чарышской, Слюдянской и Сосновской по уборке хлебов, вследствие того, что в означенных станицах все мужское население от 17 до 50 лет в августе 1919 года «вырезано разбойными бандами красных».
После установления советской власти регион подвергался репрессиям, позже рядом был создан Семипалатинский ядерный полигон.

## Народная Повстанческая Армия Степного Алтая
В последней декаде июня 1920 г. крестьяне Алексеевской волости Змеиногорского уезда, Павловской и Сосновской волостей Семипалатинского уезда тайно сформировали 1-й Крестьянский повстанческий полк. Его организаторами были медицинский фельдшер с. Сосновка Ауздинов и некто Янарцынский, какие-либо сведения о котором в источниках совершенно отсутствуют. Командиром полка в документах советского происхождения называются разные люди: Ауздинов, Домбровский, Колбасников, Мясников. 29 июня повстанцы неожиданно окружили прибывший в Алексеевку отряд Семипалатинского уездного комитета по борьбе с дезертирством в составе 135 штыков и напали на него.